# Subotica (Koceljeva)
Pour les articles homonymes, voir Subotica (homonymie).
Subotica (en serbe cyrillique : Суботица) est un village de Serbie situé dans la municipalité de Koceljeva, district de Mačva. Au recensement de 2011, il comptait 272 habitants.

## Démographie
| 1948 | 1953 | 1961 | 1971 | 1981 | 1991 | 2002 | 2011 |
| ---- | ---- | ---- | ---- | ---- | ---- | ---- | ---- |
| 630  | 644  | 573  | 474  | 427  | 335  | 289  | 272  |

|  |